# Котіньола
Котіньйола (італ. Cotignola) — муніципалітет в Італії, у регіоні Емілія-Романья,  провінція Равенна.
Котіньйола розташована на відстані близько 280 км на північ від Рима, 50 км на схід від Болоньї, 22 км на захід від Равенни.
Населення — 7484 особи (2014).
Щорічний фестиваль відбувається 26 грудня. Покровитель — Святий Степан.

## Демографія
Населення за роками:

Станом на 1 січня 2023 року в муніципалітеті офіційно проживало 611 іноземців з 50 країн, серед них 216 громадян країн Євросоюзу та 23 громадяни України.

## Сусідні муніципалітети
- Баньякавалло
- Баньяра-ді-Романья
- Фаенца
- Луго
- Солароло